# Seutui
Seutui is een bestuurslaag in het regentschap Banda Aceh van de provincie Atjeh, Indonesië. Seutui telt 3395 inwoners (volkstelling 2010).